# Michael Geisler (Komponist)
Michael Geisler (* 13. August 1979 in Schwaz, Tirol) ist ein österreichischer Komponist und Dirigent.

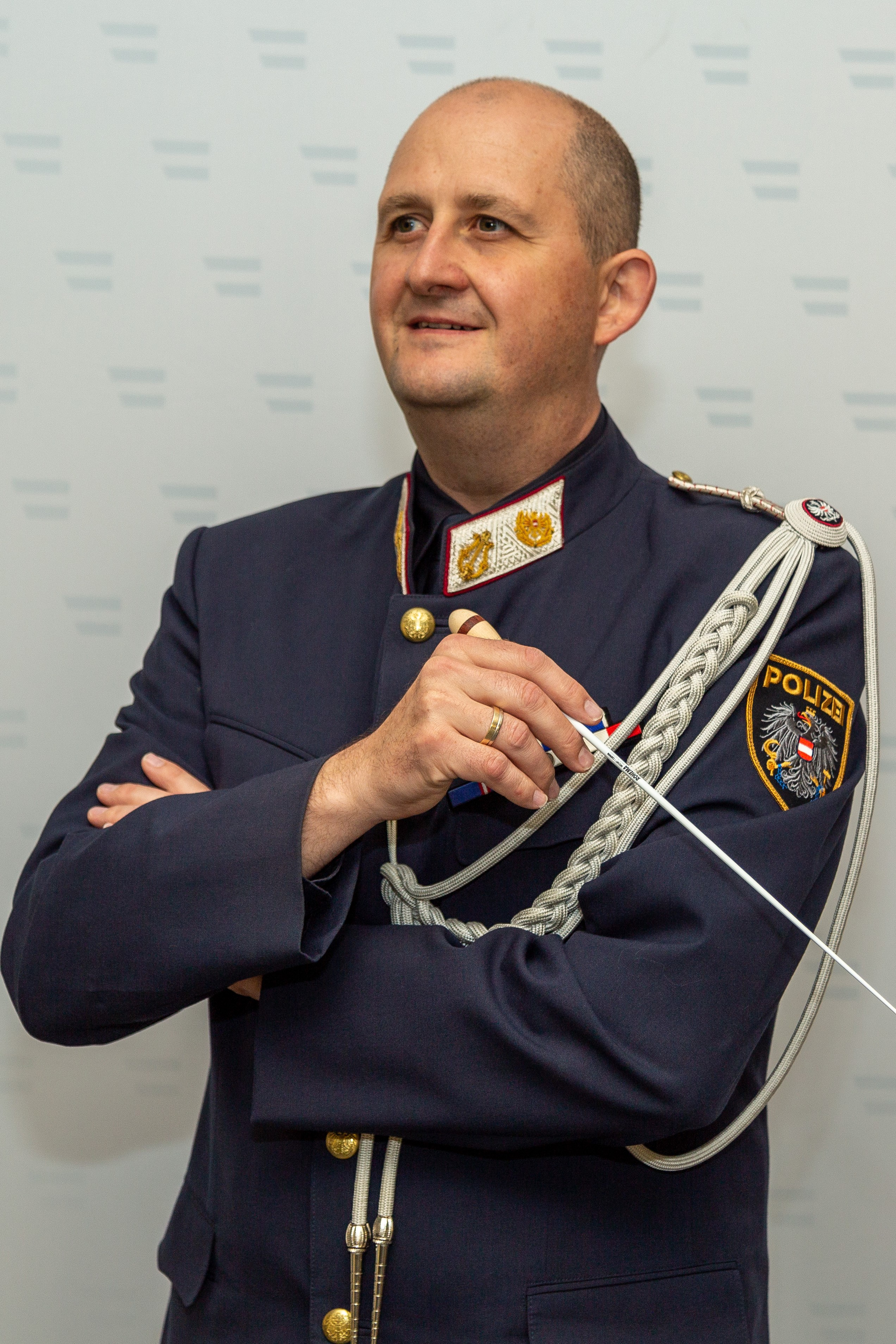
Michael Geisler (2022)

## Leben
Geisler wuchs in Tux im Zillertal in Tirol auf. Nachdem er als Zehnjähriger das Trompetenspiel bei Franz Gredler erlernte, trat er der Bundesmusikkapelle Tux bei.
Im Oktober 1998 wurde Geisler zur Militärmusik Vorarlberg einberufen; er absolvierte von 1999 bis 2000 die Unteroffiziersausbildung bei der Gardemusik Wien. 2001 wurde er zur Militärmusik Tirol versetzt, wo er bis 2015 das Trompetenregister führte.
Geisler entdeckte schon früh seine Leidenschaft zum Dirigieren. Seit 2001 fungierte er als Kapellmeister der Bundesmusikkapelle Tux, die er bis 2009 leitete. Zwischen 2006 und 2008 absolvierte er erfolgreich die Kapellmeisterausbildung bei Generalmusikdirektor Edgar Seipenbusch, dem langjährigen Dirigenten des Symphonieorchesters Innsbruck.
Zwischen 2011 und 2022 übernahm Geisler die musikalische Leitung der Bundesmusikkapelle Fügen und von 2008 bis 2018 war er zusätzlich Bezirkskapellmeister im Musikbezirk Zillertal.
Seit 2018 ist Geisler amtierender Kapellmeister der Polizeimusik Tirol.
2005 komponierte Geisler sein erstes Stück Erinnerungen für die Bundesmusikkapelle Tux; seitdem stammen zahlreiche Werke für Blasorchester und diverse Ensembles aus seiner Feder.

## Werke für Blasorchester (Auswahl)
- Erinnerungen
- Nanga Parbat
- Fanfare Festive
- A little Love Song
- The Mystery of Atlantis
- Hindenburg
- Romantic Mood
- The Legend of the Amber Room
- Memories of you
- Call of Heroes
- Festival Signation
- Terra di Montagne
- Moby Dick
- Voice of the Vikings
- Festival Flourish
- Olympic Fire
- Sempre Unita
- Ritual of Light
- Fanfare Brillante
- Hommage
- Fanfare for a Ceremonial
- Monte Cervino
- Sasso Nero
- The Red Eagle
- Il Canto
- Saga Imperiale
- The King`s Castle
- Nuova Vita
- On Fire
- Aquila Volante
- Trumpet Circle
- Grand Salute
- A Journey of Heroes
- Abendsterne
- The Last Flight
- Into the Empire
- Requiem für Blasorchester
- Musikantenmesse
- Pro Nobis
- Blasmusik – Mein Leben
- Goldene Jubiläumsklänge
- Mit voller Kraft voraus
- Crystal Marsch
- Wedding Bells

## Werke für Bläser-Ensembles (Auswahl)
- Entreé
- Gedanken an Dich
- An die Heimat
- Ein Lied für dich
- Wie im Himmel
- A letztes Liadl
- Herzklopfen
- Liebe & Leben
- Zeitenwende
- Abendsterne
- Im Zauberwald
- Kreis des Lebens
- Still Weacht's

## Diskografie
- 2017: The Music of Michael Geisler (Vol. 1)
- 2020: The Red Eagle - The Music of Michael Geisler (Vol. 2)